# Frank Leicht
Frank Leicht (* 18. Februar 1972 in Geislingen an der Steige) ist ein deutscher Fußballtrainer. Aktuell ist er als Co-Trainer bei Philadelphia Union in der Major League Soccer angestellt.

## Laufbahn
Leicht begann beim SC Geislingen in der Jugend mit dem Fußballspielen und blieb dem Verein auch in der Herrenmannschaft erhalten. Ab der Saison 1996/97 trainierte er die U19 des VfB Stuttgart und behielt diese Anstellung sieben Jahre lang. Es folgten zwei weitere Jahre als Trainer der U17 des Vereins, mit der er 2004 die Deutsche Meisterschaft erringen konnte. 2005 wurde er Co-Trainer der Profimannschaft des 1. FC Köln, wechselte aber nach nur einer Saison wieder zurück in den Jugendbereich, zu den A-Junioren von Eintracht Frankfurt. Dort wurde er während seines zweiten Amtsjahres zum Cheftrainer der zweiten Mannschaft befördert. Vor allem in der Saison 2008/09 in der viertklassigen Regionalliga Süd konnte Leichts Team mit sehenswertem und erfolgreichem Angriffsfußball überzeugen und erreichte einen beachtlichen dritten Platz. Der SV Sandhausen wurde auf ihn aufmerksam und verpflichtete ihn im Februar 2010 als Nachfolger von Gerd Dais. Bei den Sandhäusern gelangen ihm in 23 Spielen lediglich vier Siege, sodass er bereits im September 2010 beurlaubt wurde. Nach einer zweijährigen Auszeit übernahm Leicht im September 2012 die in der B-Junioren-Bundesliga spielende U17 von RB Leipzig. In der Saison 2013/14 erreichte er mit der Mannschaft den Einzug in das Finale um die Deutsche Meisterschaft, in dem man sich der U17 von Borussia Dortmund mit 1:2 geschlagen geben musste. Ab der Spielzeit 2014/15 war er für die in der A-Junioren-Bundesliga antretende U19 des Vereins zuständig, mit der er zum Saisonende den Meistertitel der Nord/Nordost-Staffel erobern konnte. Am 6. Mai 2016 gab RB Leipzig bekannt, dass Achim Beierlorzer, der bisherige Co-Trainer der Profi-Mannschaft, zur neuen Saison sein Nachfolger als U19-Coach werde. Leicht wechsele indes in den Scouting-Bereich und nehme zudem an Fortbildungen teil.
Im Sommer 2017 wechselte Leicht zurück zur Eintracht nach Frankfurt, wo er zunächst die U17 betreute. Von Februar bis Juni 2018 trainierte er dort zwischenzeitlich die U19-Auswahl, anschließend bis März 2019 noch einmal die U17. Nach seinem anschließenden Engagement in Kasachstan als Cheftrainer für den gesamten Nachwuchsbereich bei FK Qairat Almaty wurde er 2021 Co-Trainer bei Philadelphia Union in der Major League Soccer.

## Erfolge
- Meister der Regionalliga Süd 2003/04 (VfB Stuttgart U17)
- Deutscher Meister 2003/04 (VfB Stuttgart U17)
- Meister der Bundesliga Nord/Nordost 2013/14 (RB Leipzig U17)
- Meister der Bundesliga Nord/Nordost 2014/15 (RB Leipzig U19)